# Thanh bình nhạc
Thanh bình nhạc (chữ Hán: 清平乐; tiếng Anh: Serenade of Peaceful Joy), tên khác Cô thành bế (电视剧), là phim truyền hình cổ trang do Trương Khai Trụ làm đạo diễn. Phim được chuyển thể từ tiểu thuyết Cô thành bế của nhà văn Milan Lady, công chiếu năm 2020. Phim lấy bối cảnh nhà Bắc Tống thời Tống Nhân Tông, với sự tham gia của Vương Khải, Giang Sơ Ảnh, Nhậm Mẫn, Dương Lặc, Biên Trình, Diệp Tổ Tân, Dụ Ân Thái, Vương Sở Nhiên, Lưu Quân và các diễn viên khác.

## Lịch phát sóng
| Kênh          | Quốc gia   | Ngày                | Thời gian                                                                                    | Ghi chú                |
| ------------- | ---------- | ------------------- | -------------------------------------------------------------------------------------------- | ---------------------- |
| Hồ Nam TV     | Trung Quốc | 7 tháng 4 năm 2020  | 20:00 - 22:00 Thứ hai đến thứ sáu và Chủ Nhật (2 tập） 19:35－20:20 Thứ sáu, Thứ bảy (1 tập) | [ 2 ] [ 3 ]            |
| Tencent Video | Trung Quốc | 7 tháng 4 năm 2020  |                                                                                              | [ 2 ] [ 3 ]            |
| WeTV          | Đài Loan   | 7 tháng 4 năm 2020  |                                                                                              | [ 2 ] [ 3 ]            |
| CTV           | Đài Loan   | 5 tháng 4 năm 2021  | 21:00 - 22:00 Thứ Hai đến Thứ Sáu (2 tập vào ngày đầu tiên 20:00 - 22:00）                   | Phát lại 20:00 - 21:00 |
| VTV3          | Việt Nam   | 21 tháng 5 năm 2021 | 12:00-13:00 Thứ hai đến Thứ sáu                                                              | Phát lại 5:10 - 6:00   |
| VTC7          | Việt Nam   | 21 tháng 9, 2021    | 19:00 - 20:00 Thứ Hai đến Thứ Bảy                                                            | Phát lại 15:00 - 15:50 |

## Diễn viên

### Hoàng thất Tống Nhân Tông
| Diễn viên                                                                                                   | Nhân vật lịch sử                                      | Vai                 | Miêu tả | Ghi chú |
| Vương Khải Thiếu niên: Trương Gia Thạc Đồng niên: Lưu Nhã Cốc                                               | Tống Nhân Tông                                        | Triệu Trinh         | Triệu Trinh, hoàng đế thứ tư của triều đại nhà Tống, nghe lời can gián, không phóng túng, không lợi ích cá nhân, lần duy nhất đối đầu với các đại thần lại là vì cô con gái mà ông hết mực yêu thương. | Là vị hoàng đế có thời gian trị vì lâu nhất của triều đại nhà Tống, và là vị hoàng đế đầu tiên có miếu hiệu vị "Nhân Tông" trong lịch sử Trung Quốc. |
| Giang Sơ Ảnh Thiếu niên: Kim Tử                                                                             | Từ Thánh Quang Hiến Hoàng hậu                         | Tào Đan Thù         | Vị hoàng hậu thứ hai của Bắc Tống Tống Nhân Tông Triệu Trịnh, Tổ phụ Tào Bân là vị anh hùng sáng lập triều đại Bắc Tống. Nhân hậu, tiết kiệm, cẩn trọng, xử sự thận trọng. Suốt đời không có con, sau này nhận nuôi Triệu Tông Thật, một người trong hoàng tộc và cũng là người sẽ trở thành Thái tử. Bà là người mà Trương Mậu Tắc đem lòng yêu mến. | Được tôn làm Hoàng thái hậu dưới đời Tống Anh Tông và Thái hoàng thái hậu dưới đời Tống Thần Tông. |
| Tương Thấm Vân                                                                                              | Quách Hoàng hậu                                       | Quách Thanh Ngộ     | Hoàng hậu đầu tiên của Tống Nhân Tông. Giản dị và thẳng thắn nên không được Nhân Tông sủng ái. Sau khi xúc phạm Lữ Di Giản, nàng bị Tống Nhân Tông phế bỏ với lý do "phẩm hạnh không xứng đáng", được gọi là Tịnh phi, Ngọc Kinh Trùng Diệu tiên sư, được đặt tên là Thanh ngộ, không sống ở Trường Ninh cung mà đi tu hành. | |
| Vương Sở Nhiên Đồng niên: Lý Á Chân                                                                         | Ôn Thành Hoàng hậu                                    | Trương Tất Hàm      | Vốn là một vũ công trong cung, đã thành công bay cao với sự giúp đỡ của Cổ Giáo Tập và những người khác, trở thành thê thiếp được sủng ái nhất của Tống Nhân Tông. Là người kiêu ngạo và độc đoán, nhiều lần lấn lướt hoàng hậu. Có ba cô con gái nhưng tất cả đều chết yểu. | |
| Hứa Linh Nguyệt Thiếu niên: Cổ Tiếu Hàm Đồng niên: Lý Mộng Hàm                                              | Chiêu Tiết Quý phi                                    | Miêu Tâm Hòa        | Con gái của nhũ mẫu Tống Nhân Tông, là phi tần của Nhân Tông. Là sinh mẫu của Trưởng công chúa Triệu Huy Nhu (Phúc Khang công chúa), đồng thời cũng sinh một hoàng tử tên Triệu Hân (hoàng nhị tử), nhũ danh là "Tối Hưng Lai", nhưng sau này mất sớm. Ban đầu được phong là Nhân Thọ quận quân, sau tiến phong làm Chiêu Nghi, rồi được thăng dần đến Hiền Phi. Sau khi qua đời, được truy phong thụy hiệu là Chiêu Tiết Quý phi.                                   | |
| Lưu Tử Hạc                                                                                                  | Du Đức phi                                            | Du nương tử         | Phi tần của Tống Nhân Tông, có mối quan hệ thân thiết với Miêu nương tử. Sau tấn phong thành Tiệp dư. | |
| Mưu Hiểu Diệp                                                                                               | Dương Đức phi                                         | Dương Cẩm Nhị       | Mỹ nhân, phi tần thời kỳ đầu của Tống Nhân Tông, từng được sủng ái. Sau khi Hoàng hậu Quách thị bị phế, bà do có hành vi bất kính với Trung cung nên bị đày vào lãnh cung. | Xuất hiện ở tập 1. Là Dương Tông Diệu trong lịch sử, sau đó được triệu về hoàng cung. Sau được thăng làm Đức phi. |
| Du Tư Viễn                                                                                                  | Thượng mỹ nhân                                        | Thượng mỹ nhân      | Phi tần được sủng ái trong những năm đầu triều đại của Tống Nhân Tông. Sau khi Hoàng hậu Quách thị bị phế, bà vì bất kính với Trung cung nên bị đưa ra ở tại Động Chân cung. | Xuất hiện ở tập 2 và được nhắc lại sau này trong lịch sử, tấn phong làm Sung nghi |
| Đại Văn Văn                                                                                                 | Chiêu Thục Quý phi                                    | Chu nương tử        | Vợ lẽ của Nhân Tông, nghĩa nữ của Trương Quý phi, mẹ của Thập công chúa | |
| Vu Tiểu Uyển                                                                                                | Phùng Hiền phi                                        | Phùng nương tử      | Phi tần của Nhân Tông | |
| Hồng Sĩ Nhã                                                                                                 | Đổng Thục phi                                         | Đổng nương tử       | Phi tần vào cuối thời Nhân Tông | Phân chia vai trò với Đồng Thu |
| Hứa Diệu Nga                                                                                                | Dương mỹ nhân                                         | Dương nương tử      | Phi tần của Nhân Tông | Xuất hiện ở tập 7, nguyên mẫu lịch sử có thể là Nhân Tông Dương mỹ nhân hoặc Nhân Tông phi tần Dương Dịch Hành |
| Nhậm Mẫn Thanh thiếu niên: Hà Tư Điềm Thiếu niên: Nhậm Phi Nhi Ấu niên: Trương Dục Nghi Đồng niên: Tô Y Khả | Phúc Khang Công chúa                                  | Triệu Huy Nhu       | Phúc Khang công chúa, là Trưởng công chúa của Tống Nhân Tông, được yêu quý từ khi còn nhỏ. Cô thông minh, xinh đẹp, phân biệt rõ ràng giữa thiện và ác, và rất hiếu thảo. Ban đầu, cô thích Cao Bình nhưng đã bị Hoàng đế chia cắt. Người bạn tâm giao của cô là thái giám tổng quản Lương Hoài Ký, cũng chính vì sự dựa dẫm tinh thần lẫn nhau giữa cô và Lương Hoài Ký mà sau này dẫn đến bi kịch. Cuối cùng, mối quan hệ của hai người đã kết thúc trong bi kịch. | Công chúa đã đính hôn với người anh họ Lý Vĩ khi cô mới 10 tuổi. Chín năm sau kết hôn, nhưng chỉ vài năm sau cả hai mâu thuẫn. Anh trai của Lý Vĩ, Lý Chương thỉnh cầu Nhân Tông để cả hai ly hôn. Được Tư Mã Quang và các quan đại thần khác can ngăn. Sau này, công chúa được nhiều lần truy phong thụy hiệu, như Chu Quốc Trấn Quốc Đại trưởng công chúa và Trang Hiếu Minh Ý Đại trưởng Đế cơ. |
| Lục Tinh Thiếu niên Tông Vũ Thần                                                                            | Lý Vỹ                                                 | Lý Vỹ               | Phò mã của công chúa Phúc Khang, em họ của Tống Nhân Tông, nhưng lại là con trai của mẹ ruột Tống Nhân Tông, Lý thái hậu. Phò mã mộc mạc, không được công chúa thích. | |
| Vương Dục Siêu Thiếu niên: Lô Triền Tường Đồng niên: Tiêu Thiêm Nhân                                        | Tống Anh Tông                                         | Triệu Tông Thật     | Con trai nuôi của Tống Nhân Tông, ông nội là Tống Thái Tông, con trai thứ tư của Triệu Nguyên Phân. Được Tào hoàng hậu nuôi dưỡng vì Nhân Tông không có con trong nhiều năm, sau đó được lập làm thái tử và lên ngôi, hiệu là Tống Anh Tông. | |
| Dương Ngọc Thiếu niên: Ngãi Mễ Đồng niên: Hồng Duyệt Hi                                                     | Tuyên Nhân Thánh Liệt Hoàng hậu                       | Cao Thao Thao       | Con gái của chị gái Tào hoàng hậu, cũng là con gái nuôi của Tào hoàng hậu. Là thanh mai trúc mã với Triệu Tông Thật, lớn lên hai người kết hôn. Sau khi Tống Thật lên ngôi, nàng được phong làm Hoàng hậu. | |
| Tiểu Y Phấn                                                                                                 | Trần quốc Thái trưởng công chúa                       | Cửu công chúa       | Con gái thứ 9 của Tống Nhân Tông, mẹ là Đổng nương tử. | |
| Tiền Cẩm | Tần quốc Lỗ quốc Hiền Mục Minh Ý Đại trưởng công chúa | Thập công chúa      | Con gái thứ 10 của Tống Nhân Tông, mẹ là Trương Quý phi nhận làm con gái nuôi của Chu thị. | |
| Trần Dục Đồng                                                                                               | Cổn quốc Thái trưởng công chúa                        | Thập nhất công chúa | Con gái thứ 11 của Tống Nhân Tông, mẹ là Đổng nương tử. | |
| Trần Manh Manh                                                                                              | Tiểu công chúa                                        |                     | | |
| Đặng Hàm Dư La Thần Hạo Hồ Dịch Hàm                                                                         | Triệu Hân                                             | Tối Hưng Lai        | Con trai thứ hai của Tống Nhân Tông, mẹ là Miêu nương tử, em trai Phúc Khang công chúa, chết vì dịch bệnh | |
| Bàn Ngọc Dao Lương Tĩnh Thư                                                                                 | Đặng quốc Công chúa                                   | Triệu Sở Ngọc       | Con gái thứ ba của Tống Nhân Tông, mẹ là Trương Quý Phi. | |
| Khấu Vân Hào                                                                                                | Tiểu hoàng tử                                         |                     | | |

### Gia đình hoàng gia Tống Chân Tông và các gia đình khác
| Diễn viên      | Nhân vật lịch sử               | Vai                            | Miêu tả | Ghi chú |  |
| Hứa Mao Mao    | Tống Chân Tông                 | Triệu Hằng                     | Tống Chân Tông, cha của Tống Nhân Tông | |  |
| Ngô Việt       | Chương Hiến Minh Túc Hoàng hậu | Lưu Nga                        | Chương Hiến Minh Túc Hoàng hậu, là Hoàng hậu của Tống Chân Tông, mẹ nuôi của Tống Nhân Tông và là Hoàng thái hậu nhiếp chính. Nhân Tông tôn xưng bà là "Đại nương nương". | Bà là Hoàng thái hậu nhiếp chính đầu tiên của triều Tống, lâm triều xưng chế trong 11 năm, là nữ nhân gần với ngôi vị hoàng đế nhất trong lịch sử triều Tống. |  |
| Xa Hiểu        | Chương Ý Hoàng hậu             | Lý Lan Huệ                     | Tần phi của Tống Chân Tông, sinh ra Tống Nhân Tông nhưng không được nuôi dưỡng. Sau khi Chân Tông băng hà, bà được tôn làm Thuận dung. Trước khi qua đời, bà được phong làm Thần phi. Sau khi Hoàng thái hậu Lưu thị qua đời, Nhân Tông truy phong mẹ ruột là Chương Ý Hoàng hậu. | |  |
|                | Chương Huệ Hoàng hậu           | Dương Thái phi                 | Thục phi của Tống Chân Tông, là người nuôi dưỡng Tống Nhân Tông khôn lớn, được Nhân Tông tôn xưng là "Tiểu nương nương". | Xuất hiện khi Lưu Nga làm lễ tế giao |  |
| Triệu Đạt      | Triệu Nguyên Nghiễm            | Triệu Nguyên Nghiễm            | Bát Đại vương，Con trai thứ tám của Tống Thái Tông, bát đệ Tống Chân Tông, bát thúc Tống Nhân Tông. Ông là người tiết lộ bí mật về việc Hoàng thái hậu Lưu thị đoạt con với Tống Nhân Tông.                                                                                       | |  |
| Mã Đinh        | Trương Vương phi               | Trương thị                     | Bát Đại vương phi | |  |
| Hà Vũ Tiêu     | Không rõ                       | Bát Đại vương tôn              | Cháu trai của Bát Đại vương Triệu Nguyên Nghiễm, tông thất | |  |
| Khang Quần Trí |                                | Ngụy quốc Đại trưởng công chúa | Con gái thứ chín của Tống Thái Tông. Em gái Tống Chân Tông, Cửu cô Tống Nhân Tông. Có đức hạnh của người phụ nữ, hiếu kính cha mẹ chồng, nhân hậu và quan tâm đến người dưới, được Tống Nhân Tông kính trọng.                                                                     | Trong lịch sử chết yểu |  |
| Trương Vân     | Triệu Doãn Nhượng              | Triệu Doãn Nhượng              | Bộc An Ý vương. Cháu của Tống Thái Tông, đường huynh Tống Nhân Tông, cha của Tống Anh Tông. | |  |
| Nhan Cảnh Dao  | Tiên Du Huyện quân             | Tiên Du Huyện quân             | Nhậm thị, Bộc an ý vương thiếp của Triệu Doãn Nhượng, mẹ của Tống Anh Tông. | |  |

### Bộ trưởng ngoại giao
| Diễn viên                           | Vai                | Miêu tả | Ghi chú |
| Dương Lặc Thiếu niên: Chiến Vũ      | Hàn Kì             | Tể tướng Bắc Tống (Đồng trung thư môn hạ bình chương sự, Tư Không kiêm thị trung), từ nhân, trung thành với nhiệm vụ, cần cù trong hành chính, yêu thương nhân dân, tận tâm tận lực vì nhân dân, có uy tín trong quân đội.                                                                                        | |
| Dụ Ân Thái                          | Yến Thù            | Danh tướng Bắc Tống (Đồng trung thư môn hạ bình chương sự kiêm Xu mật sứ), xuất thân thần đồng, đơn giản, uy mãnh, đối xử chân thành với mọi người, tuy giàu có, danh giá nhưng cuộc sống của ông khá giản dị, trọng thưởng nhân tài.                                                                             | |
| Lưu Quân                            | Phạm Trọng Yêm     | Phó tể tướng Bắc Tống (Tham tri Chính sự), nhà tư tưởng lỗi lạc, chính khách, nhà văn, có thành tựu chính trị và văn học xuất sắc. | |
| Lý Nhã Nam                          | Phú Bật            | Danh tướng Bắc Tống, (Đồng trung thư môn hạ bình chương sự) nhà văn, ông là một quan lại rong sạch và trung thực, tốt bụng và hay ghen tị. Là con rể của Yến Thù. | |
| Trương Bổn Dục                      | Âu Dương Tu        | Danh thần Bắc Tống, học giả văn học, nhà sử học, là con rể của Tiết Khuê. | |
| Phùng Huy                           | Hạ Tủng            | Danh thần Bắc Tống, tâm đầu ý hợp với Cổ Giáo Tập. | |
| Đàm Hi Hòa                          | Lữ Di Giản         | Bắc Tống quyền tướng (Đồng trung thư môn hạ bình chương sự kiêm Xu mật sứ). | Ông đã ba lần được tôn làm thừa tướng và làm tổng đốc trong hai mươi năm, sau khi mất được truy tặng các chức Tả thị và Trung thư. |
| Đổng Long Bân                       | Lý Dung Hòa        | Lý Nhân Tông cữu phụ, em trai của Lý Thần Phi, bán tiền giấy kiếm sống | |
| Hồ Chí Ung                          | Tiết Khuê          | | |
| Trần Vĩ Đống                        | Văn Ngạn Bác       | | |
| Sơ Tuấn Thần                        | Tư Mã Quang        | Danh thần Bắc Tống | |
| Lý Chí Cường                        | Trình Lâm          | | |
| Quý Thần                            | Địch Thanh         | Danh tướng Bắc Tống | |
| Đinh Gia Văn                        | Tào Bình           | Cháu của Tào hoàng hậu. thích Huy Nhu, nhưng cuối cùng đã bị Triệu Trinh ngăng cản. | |
| Hà Kiến Trạch                       | Bao Chửng          | Danh thần Bắc Tống | |
| Dương Thước                         | Thạch Giới         | | |
| Trịnh Hạo Nguyên                    | Tô Thuấn Khâm      | tự Tử Mĩ. | |
| Đinh Vũ Hề                          | Tô Thức            | | |
| Lý Hoan                             | Tô Triệt           | | |
| Hà Chính Phong                      | Tào Lợi Dụng       | | |
| Lam Thành                           | Mai Nghiêu Thần    | | |
| Lý Phái Trạch Mãn DỊch Tuần         | Yến Cơ Đạo         | con thứ 7 của Yến Thù. Ngoại hiệu Tiểu Thất | |
| Thường Nguyên Giai                  | Trương Tái         | | |
| Lỗ Văn Tú                           | Tăng Củng          | | |
| Chu Suất                            | Thái Tương         | | |
| Hà Minh Hàn                         | Vương Củng Thần    | Trong kỳ thi cung đình, ông đã thay thế Âu Dương Tu trở thành quán quân, sau khi học trung học, ông kết hôn với con gái thứ ba và thứ năm của Âu Dương Tu, trong khi Âu Dương Tu lấy con gái thứ tư của Tiết Khuê đệ, trở thành anh rể. Âu Dương Tu nói đùa rằng "con rể cũ là con rể mới, và chú cả là chú trẻ". | |
| Dư Danh Hiên                        | Thôi Bạch          | Hoạ sĩ, kết hôn với Đổng Thu Hòa | Nguyên tác đầu tiên yêu Đổng Thu Hòa, sau đó lại tái hợp với Giả Khánh Tử.                                                         |
| Kỉ Ninh                             | Phùng Kinh         | | |
| Thẩm Bảo Bình                       | Phạm Trấn          | | |
| Mã Nham                             | Cổ Xương Triêu     | Tể tướng Bắc Tồng (Đổng binh chương sự kiêm Xu mật sứ) | |
| Nhậm Học Hải                        | Chương Đắc Tượng   | | |
| Nhậm Sơn                            | Vương Tằng         | | |
| Từ Chính Vận                        | Trương Sĩ Tốn      | | |
| Vương Vĩ An                         | Đỗ Diễn            | | |
| Trần Thành                          | Trần Nghiêu Tá     | | |
| Chu Thiết                           | Hà Đàm             | | |
| Phùng Bộc                           | Phạm Ung           | | |
| Trương Chấn                         | Bàng Tịch          | | |
| Mã Học Lôi                          | Khổng Đạo Phụ      | | |
| Úc Hiểu Đông                        | Vương Cử Chính     | | |
| Lưu Quốc Tế                         | Trần Chấp Trung    | | |
| Cao Thọ                             | Lý Nhược Cốc       | | |
| Trương Dũng Dân                     | Tống Tường         | | |
| Tòng Thụy Lân                       | Lưu Kỉ             | | |
| Lãnh Kỉ Nguyên                      | Lưu Nghi Tôn       | | |
| Nhân Nhân                           | Triệu Trọng Khác   | | |
| Dư Phái Sam Thiếu niên: Đài Dật Văn | Tào Dật            | Em trai của Tào hoàng hậu. | |
| Trương Lôi                          | Tôn Phủ            | | |
| Vệ Vũ                               | Cao Nhược Nột      | | |
| Từ Vũ Hiên                          | Vương Nghiêu Thần  | Thiên thánh ngũ niên trạng nguyên lang. | |
| Lưu Vĩnh Cương                      | Ngô Dục            | | |
| Thôi Lập Minh                       | Trương Trí Bạch    | | |
| La Đình                             | Lý Địch            | | |
| Ngụy Chí Cường                      | Vương Tùy          | | |
| Đông Quốc Cường                     | Trương Phương Bình | | |
| Chu Tân Phàm                        | Vương Duyên        | | |
| Hộ Nguyên Tùng                      | Triệu Khải         | | |
| Thư Không                           | Tống Thụ           | | |
| Tiết Tân                            | Phùng Sĩ Nguyên    | | |
| Chung Minh                          | Doãn Thù           | | |
| Đỗ Dĩ Binh                          | Dư Tĩnh            | | |
| Lâm Sâm                             | Chu Dân            | | |
| Vương Tử Mộc                        | Tào Dụ             | | |
| Vương Hoàng Bác                     | Lý Chương          | | |
| Thái Quốc Long                      | Dương Điền         | | |
| Trần Thiết Quân                     | Hồ Viện            | | |
| La Minh                             | Lưu Hỗ             | | |
| Phạm Triết Thâm                     | Lý Hoành           | | |
| Lãnh Hải Minh                       | Vương Chí          | | |
| Đường Khải Vinh                     | Cung Đỉnh Thần     | | |
| Từ Lợi Thanh                        | Vương Tố           | | |
| Trương Bân                          | Ngư Chu Tuân       | | |
| Chính Đông                          | Đường Giới         | | |
| Phùng Vũ Sinh                       | Lỗ Sư Đạo          | | |
| Quan Vĩ Quân                        | Vương Đào          | | |
| Bào Kì Long                         | Lữ Hối             | | |
| Lý Mục Dã                           | Lý Thục            | | |
| Vương Đức Hoa                       | Trương Kì          | | |
| Tiêu Vạn Các                        | Lương Quát         | | |
| Quách Kiến Vĩ                       | Đoàn Thiếu Liên    | | |
| Trần Bảo Quốc                       | Tào Phó            | | |
| Vu Triết                            | Lý Thực            | | |
| Lưu Miễn Tử                         | Lưu Xưởng          | | |
| Triệu Hồng Vũ                       | Nhậm Phúc          | | |
| Tưởng Vị                            | Vương Ích Nhu      | | |
| Thành Thành                         | Lý Định            | | |
| Trần Lập Duy                        | Vương Chất         | | |

### Thái giám và nữ quan trong triều
| Diễn viên                                                                        | Vai               | Miêu tả | Ghi chú                                                  |
| Biên Trình Thiếu niên: Diệp Khải Văn Đồng niên: Khang Gia Trạch Bé: Hạng Bân Hạo | Lương Hoài Cát    | Hoạn quan, Nguyên danh Lương Nguyên Hanh, phạm tội cấm kỵ khi còn nhỏ, sau đó được Trương Mậu Tắc cứu, được Tào hoàng hậu ban tên Hoài Cát, hầu hạ công chúa Phúc Khang từ khi còn nhỏ. Tính tình thanh nhã, rất tài hoa, có tài thư pháp và hội họa, có khí chất văn chương phi thường. Có tình cảm nhưng không thể yêu công chúa. |                                                          |
| Diệp Tổ Tân Thiếu niên: Tứ Lăng Thần                                             | Trương Mậu Tắc    | Nhập nội nội thị tỉnh nạp đông môn ti câu đương quan, sau này kiêm nhiệm Hoành thành ti. Là thái giám hầu hạ bên cạnh và lớn lên cùng Nhân Tông. Là người đã từng may mắn giải cứu Lương Hoài Cát. Y có sự ngưỡng mộ với Tào hoàng hậu. Y luôn kiềm chế bản thân không đối mặt với thành công và thất bại như một con số xác định, luôn không lộ vẻ vui mừng hay bi thương. Quá khứ sẽ qua đi và biến mất, nên y giữ nguyên tắc của mình, không vượt qua ranh giới, không vượt quá các quy tắc. |                                                          |
| Trữ Phong                                                                        | Nhậm Thủ Trung    | Nhập nội nội thị tỉnh đô đô tri, Hoạn quan tổng quản, chấp hành nhiệm vụ, không bao giờ giải quyết công việc bằng tình cảm. |                                                          |
| Hồ Song Toàn                                                                     | Lương Toàn Nhất   | Nội thị |                                                          |
| Lưu Hề Tử Đồng niên: Trần Vũ Đồng, Hà Miêu Hồng                                  | Trương Thừa Chiếu | Nội thị |                                                          |
| Trương Thiên Ái                                                                  | Trần Hi Xuân      | Nữ quan, con gái của một nhà buôn. Vào cung, được Dương công chúa nhận làm nghĩa nữ. Tình cờ gặp Tống Nhân Tông trong cung, Tống Nhân Tông đã yêu nàng ngay từ cái nhìn đầu tiên. |                                                          |
| Lục Nghiên Kì                                                                    | Đổng Thu Hòa      | Nội gián của Thượng Phục cục. Có thể trở thành đệ nhất phu nhân của Nhân Tông, nhưng Tào Hoàng hậu hy vọng bà sẽ ở lại Thượng Phục cục. Sau này kết hôn với Thôi Bạch vì hạnh phúc và tương lai. | Nguyên tác, chọn ở lại cung điện và trở thành huyện quân |
| Hồ Tiểu Đình                                                                     | Hứa ma ma         | Đương Dương quận phu nhân, Tống Nhân Tông nãi nương, mẹ của Miêu Tâm Hòa. |                                                          |
| Tào Hi Văn                                                                       | Cổ Ngọc Lan       | Nữ quan tập sự, nuôi Trương Quý Phi. |                                                          |
| Trương Tiêu Nguyệt                                                               | Tú Nương          | Tỳ nữ của Lưu thái hậu. |                                                          |
| Điền Lộ Hạm                                                                      | Hoán Nhi          | Tỳ nữ của Tào hoàng hậu. Tương tư Liêu Tử, sau khi Tào hoàng hậu phát hiện ra đã tìm cơ hội đưa nàng ra khỏi cung để sắp đặt một cuộc hôn nhân nhằm cứu lấy mạng sống của nàng. |                                                          |
| Ngô Gia Dịch Thiếu niên: Phùng Du Nhiễn                                          | Bích Đào          | |                                                          |
| Hầu Mạnh Dao                                                                     | Hạ Hà             | |                                                          |
| Trần Quan Dịch                                                                   | Liêu Tử           | Người hầu riêng của hoàng đế, đồ đệ của Trương Mậu Tắc. Yêu một tỳ nữ của Tào hoàng hậu, Hoán Nhi, và thú nhận với Trương Mậu Tắc. |                                                          |
| Lý Đại Quang                                                                     | Đặng Bảo Cát      | |                                                          |
| Vu Dương                                                                         | Diêm Văn Ứng      | |                                                          |
| Uông Kiên Tân                                                                    | Giang Đức Minh    | |                                                          |
| Vu Gia Dật                                                                       | Dương Hoài Mẫn    | Nhập nội nội thị tỉnh phó đô tri |                                                          |
| Dương Dương                                                                      | Vương Vũ Tư       | |                                                          |

### Các diễn viên khác
| Diễn viên                                                      | Vai                             | Miêu tả | Ghi chú                              |
| Quách Hồng                                                     | Dương Thị                       | Tống Nhân Tông cữu phụ vợ Lý Dung Hòa, mẹ của phò mã Lý Vĩ, Mẹ chồng công chúa Phúc Khang, xuất thân thị tỉnh. Nhờ Lý thái hậu mà trở nên giàu có. |                                      |
| Hứa Doanh Chi                                                  | Tiết Ấu Khê                     | Con gái thứ tư của Tiết Khuê，Vợ kế của Âu Dươmg Tu.                                                                                               |                                      |
| Võ Tiếu Vũ                                                     | Tiết Ngọc Hồ                    | Con gái thứ năm của Tiết Khuê, vợ của Vương Củng Thần.                                                                                             |                                      |
| Lý Gia Hân                                                     | Phú Nhược Lan                   | Con gái của Phú Bật, vợ kế của Phùng Kinh. |                                      |
| Lưu Kim Trác Mã                                                | Phú Nhược Trúc                  | Con gái của Phú Bật, em gái Phú Nhược Lan. |                                      |
| Ngụy Thần Tịnh                                                 | Đỗ Hữu Hành                     | Con gái của Đỗ Diễn, vợ của Tô Thuấn Khâm. |                                      |
| Vương Viện Khả                                                 | Quý bà Lương gia                | mẹ của Lương Nguyên Sinh và Lương Hoài Cát |                                      |
| Hồ Hạo Bác Thiếu niên: Ngô Minh Hiên Đồng niên: Lương Gia Đồng | Lương Nguyên Sinh               | Anh trai Lương Hoài Cát |                                      |
| Bộ Á Bình                                                      | vợ Tào Bình                     | |                                      |
| Triệu Viên Viên                                                | Yến Thanh Tố                    | Con gái Yến Thù, vợ Phú Bật |                                      |
| Hứa Tiêu Hàm                                                   | Hứa Lan Điều                    | |                                      |
| Đặng Anh                                                       | Tào phu nhân                    | |                                      |
| Tiền Bảo Hâm                                                   | Lộ Tư                           | |                                      |
| Ngải Bình                                                      | Quyên nương                     | |                                      |
| Dữ Thần                                                        | Hứa Tĩnh Nô                     | |                                      |
| Tôn Nhã Lệ                                                     | Cố Thải Nhi                     | |                                      |
| Lưu Ánh Đồng Trần Nhược Hàm Nguyễn Thiên Dịch                  | Tiếu Yểm Nhi                    | Tỳ nữ của công chúa Phúc Khang |                                      |
| Lâm Lộc Quan Hân Lưu Dương                                     | Vận Quả Nhi                     | Tỳ nữ của công chúa Phúc Khang |                                      |
| Kim Y Thủy Diệp Lăng Trần                                      | Gia Khánh Tử                    | Tỳ nữ của Công chúa Phúc Khang, sau này được phong làm vợ lẽ của Lý Vỹ.                                                                            | Nguyên tác, yêu Thôi Bạch và kết hôn |
| Trương Lộ Duẫn Từ Hi Viên Doãn Tư Đình                         | Hương Duyên Tử                  | Tỳ nữ của công chúa Phúc Khang |                                      |
| Đoan Hiểu Nam                                                  | Vú nuôi Hàn thị                 | |                                      |
| Dương Tử Mặc                                                   | Ngọc Thanh                      | |                                      |
| Trương Hân Nguyên                                              | Phù Nguyệt                      | |                                      |
| Tôn Nhất Tâm                                                   | Trục Vân                        | |                                      |
| Tống Hải Mai                                                   | vợ Trương Nghiêu Tá             | |                                      |
| Ngô Song                                                       | Huệ Nhi                         | |                                      |
| Oan Nhĩ                                                        | Thái tử Khiết Đan               | |                                      |
| Vương Ngạn Ý                                                   | Hà Thư                          | |                                      |
| Mai Hàn                                                        | Phu nhân Văn Ngạn Bác           | |                                      |
| Cung Duy Giai                                                  | Phạm Tẩu                        | |                                      |
| Tô Nguyệt                                                      | Tú Nhi                          | |                                      |
| Khương Dung                                                    | Phu nhân Vương Tằng             | |                                      |
| Vương Hồng Mai                                                 | Thịnh cô cô                     | |                                      |
| Tạ Lộ Diêu                                                     | Lô Dĩnh nương                   | |                                      |
| Quách Tuyên Ấp                                                 | Tô Bạch Nguyệt                  | |                                      |
| Vương Ngọc Như Hồ Ngọc Hi Đào Tưu Hoa                          | Dao Dao                         | Con gái thứ tư của Tống Nhân Tông, Mẹ là Trương Quý Phi.                                                                                           |                                      |
| Tiểu Cốc Ca                                                    | Cung nữ Tiểu Tư Đào             | |                                      |
| Trần Thiên Hoa                                                 | Tiểu Ngũ                        | |                                      |
| Trịnh Dĩnh Nhàn                                                | Con gái nhỏ của Đăng Phường     | |                                      |
| Mã Chỉ                                                         | Con gái lớn của Mai Đăng Phường | |                                      |
| Lô Quan Đông                                                   | Trương Phó đô tri               | |                                      |
| Mã Thụy Trạch                                                  | Lương Sinh                      | |                                      |
| Hứa Khả                                                        | lão Chu                         | |                                      |
| Trần Vĩ Phấn                                                   | Lương bà bà                     | |                                      |
| Quý Tư Vũ                                                      | Lam Thước                       | |                                      |
| Hoàng Vân Vân                                                  | Viên Thải Lăng                  | |                                      |
| Văn Tĩnh                                                       | Lý Ti Sức                       | |                                      |
| Ngô Đắc Tâm                                                    | Con trai Hạ Tủng                | |                                      |
| Bạch Tinh Tinh                                                 | vợ Cổ Xương Triêu               | |                                      |
| Vương Chỉ Uyên                                                 | Lý bà bà                        | |                                      |
| Hồ Tử Mai                                                      | vợ Tư Mã Quang                  | |                                      |
| Quách Hoằng Đóa                                                | Lạc Lạc                         | |                                      |

## Nhạc phim
| STT | Nhan đề                                    | Phổ lời                 | Phổ nhạc      | Trình bày        | Thời lượng |
| --- | ------------------------------------------ | ----------------------- | ------------- | ---------------- | ---------- |
| 1.  | "愿歌行/Nguyện Ca Hành" (Nhạc dạo)         | Trương Tĩnh Di, Chu Chu | Lưu Huyễn Đậu | Hồ Hạ            | 3:44       |
| 2.  | "寻光/Tầm Quang" (Nhạc kết)                | Đổng Dĩnh Đạt Chu Chu   | Đổng Dĩnh Đạt | Trịnh Vân Long   | 4:07       |
| 3.  | "双飞燕/Song Phi Yến" (Nhạc kết, Sáp khúc) | Đổng Dĩnh Đạt Chu Chu   | Đổng Dĩnh Đạt | Thôi Tử Cách     | 3:48       |
| 4.  | "桃夭/Đào Yêu" (Nhạc kết)                  | Trương Tĩnh Di          | Lưu Huyễn Đậu | Song Sênh        | 4:21       |
| 5.  | "以风为马/Di Phong Vi Mã"                  | Trương Tĩnh Di          | Lưu Huyễn Đậu | Diệp Huyền Thanh | 4:51       |

## Rating
- Rating cao nhất được đánh dấu bằng màu đỏ, Rating thấp nhất được đánh dấu bằng màu xanh

| Hồ Nam TV CSM59   | Hồ Nam TV CSM59 | Hồ Nam TV CSM59  | Hồ Nam TV CSM59 |
| Ngày              | Rating (%)      | Rating share (%) | Hạng            |
| ----------------- | --------------- | ---------------- | --------------- |
| 2020.4.7          | 2.294           | 7.911            | 2               |
| 2020.4.8          | 2.216           | 7.572            | 3               |
| 2020.4.9          | 2.365           | 8.009            | 3               |
| 2020.4.10         | 2.562           | 8.152            | 1               |
| 2020.4.11         | 2.45            | 7.735            | 1               |
| 2020.4.12         | 2.751           | 9.311            | 1               |
| 2020.4.13         | 2.562           | 8.767            | 1               |
| 2020.4.14         | 2.699           | 9.273            | 1               |
| 2020.4.15         | 2.798           | 9.619            | 1               |
| 2020.4.16         | 2.69            | 9.232            | 1               |
| 2020.4.17         | 2.292           | 7.459            | 2               |
| 2020.4.18         | 2.123           | 6.713            | 3               |
| 2020.4.19         | 2.684           | 9.041            | 1               |
| 2020.4.20         | 3.068           | 10.534           | 1               |
| 2020.4.21         | 2.742           | 9.602            | 1               |
| 2020.4.22         | 2.793           | 9.657            | 1               |
| 2020.4.23         | 2.935           | 10.547           | 1               |
| 2020.4.25         | 1.926           | 6.428            | 2               |
| 2020.4.26         | 2.874           | 10.311           | 1               |
| 2020.4.27         | 2.428           | 8.78             | 1               |
| 2020.4.28         | 2.397           | 8.683            | 1               |
| 2020.4.29         | 2.316           | 8.49             | 2               |
| 2020.4.30         | 2.615           | 9.543            | 1               |
| 2020.5.1          | 2.407           | 8.802            | 1               |
| 2020.5.2          | 1.834           | 6.781            | 2               |
| 2020.5.4          | 2.593           | 9.469            | 1               |
| 2020.5.5          | 2.552           | 9.23             | 1               |
| 2020.5.6          | 2.458           | 9.083            | 1               |
| 2020.5.7          | 2.26            | 8.308            | 1               |
| 2020.5.8          | 2.741           | 9.554            | 1               |
| 2020.5.9          | 1.521           | 5.534            | 3               |
| 2020.5.10         | 1.573           | 5.867            | 3               |
| 2020.5.11         | 2.032           | 7.536            | 2               |
| 2020.5.12         | 2.184           | 8.272            | 1               |
| 2020.5.13         | 1.938           | 7.149            | 2               |
| 2020.5.14         | 2.147           | 7.92             | 1               |
| 2020.5.15         | 1.806           | 6.376            | 3               |
| 2020.5.16         | 1.890           | 6.907            | 2               |
| 2020.5.17         | 2.198           | 8.079            | 2               |
| 2020.5.18         | 2.563           | 9.794            | 1               |
| Rating trung bình | 2.381           | 8.4              | N/a             |

## Đánh giá
Tạo hình "Thanh Bình Nhạc" tôn trọng lịch sử, tôn trọng vẻ đẹp con người, tôn trọng văn hoá, truyền đạt lịch sử và văn hoá Bắc Tống. Trong phim, Yến Thù tản bộ nhàn rỗi ngâm thơ bài "Hoán Khê Sa", khiến khán giả thấy được vẻ tao nhã thơ Tống, lập tức hô lên " Hoá ra Tống từ hát từ đây ra"; Phạm Trọng Yêm bị chuyển đi Đồng Lư quận, nhưng không hề đau khổ khi bị giáng chức, tính cách cởi mở bình dị vọt trên màn ãnh; còn có tài hoa Âu Dương Tu, thật là quá tinh tế, cuộc sống thanh tao của quan viên, học giả thời Bắc Tống. Mây khói thời Bắc Tống còn lưu ở cuộn tranh vàng đều thật sống động trên màn ảnh. Được cư dân mạng ca ngợi là "Cảnh đi ra từ sách Ngữ Văn"